# Puchar CEV w piłce siatkowej mężczyzn (2003/2004)
Puchar CEV siatkarzy 2003/2004 - 24. sezon Pucharu CEV rozgrywanego od 1980 roku, organizowanego przez Europejską Konfederację Piłki Siatkowej (CEV) w ramach europejskich pucharów dla męskich klubowych zespołów siatkarskich "starego kontynentu".

## System rozgrywek
Rozgrywki toczyły się najpierw od fazy kwalifikacyjnej, z której zwycięzcy zagrali w fazie grupowej po 4 zespoły w każdej grupie. Zespoły z pierwszych miejsc zagrały w kolejnym etapie. W 1/8 finału i ćwierćfinałach drużyny podzielone zostały na pary. Każda z par rozegrała po dwa spotkania. O awansie decydowały kolejno: liczba wygranych spotkań, liczba wygranych setów, liczba zdobytych małych punktów. Zwycięzcy ćwierćifnałów awansowali do turnieju finałowego, w którym rozegrano półfinały, mecz o 3. miejsce i finał.

## Drużyny uczestniczące
- Teuta Durrës
- Andorra TX
- SK Zadruga Aich/Dob
- Quadriga Salzburg
- VC Pepe Jeans Asse-Lennik
- Par-Ky Menen
- Pecotex Belleman Averbode
- Marek Junion-Iwkoni Dupnica
- OK Varaždin
- HAOK Mladost
- Pafiakos Pafos
- Anagennisi Dherynia
- VO Vavex Příbram
- Chance Odolena Voda
- Aalborg HIK
- Marienlyst Odense
- Perungan Pojat Rovaniemi
- Sylvester Tallinn
- Arago de Sète
- Stade Poitevin Poitiers
- Tourcoing Lille Métropole
- AE Nikaias Pireus
- PAOK Saloniki
- Panathinaikos Ateny
- Arona Tenerife Sur
- Numancia Caja Duero Soria
- ORTEC Rotterdam.Nesselande
- Poliurs Ozolnieki
- SV Bayer Wuppertal
- BK Tromsø
- Łucz Moskwa
- Dinamo Moskwa
- Lokomotiw-Izumrud Jekaterynburg
- Dinamo Bukareszt
- Petrom Ploeszti
- VCM Piatra Neamț
- Jastrzębie Borynia
- Skra Bełchatów
- Esmoriz GC
- Associação Académica de Coimbra
- Vojvodina Novolin Nowy Sad
- Budućnost Podgorička banka
- OK Maribor
- OK Svit
- VKP Bratysława
- Concordia MTV Näfels
- TV Amriswil
- Vingåkers VK
- Belediye Plevne
- Ziraat Bankası Ankara
- Jurydyczna akademіja Charków
- Markochim Mariupol
- Copra Asystel Piacenza
- Estense 4 Torri Ferrara
- Kerakoll Modena
- Kométa Kaposvár

## Rozgrywki

### Faza kwalifikacyjna
| Data       | Drużyna 1               | Wynik | Drużyna 2               | Sety                              |
| ---------- | ----------------------- | ----- | ----------------------- | --------------------------------- |
| 19.10.2003 | Boldklubben Marienlyst  | 0:3   | Par-Ky Menen            | 21:25, 19:25, 16:25               |
| 25.10.2003 | Par-Ky Menen            | 3:0   | Boldklubben Marienlyst  | 25:13, 25:14, 25:22               |
|            |                         |       |                         |                                   |
| 18.10.2003 | Stade Poitevin Poitiers | 3:0   | SK Zadruga Aich/Dob     | 25:22, 25:16, 25:22               |
| 25.10.2003 | SK Zadruga Aich/Dob     | 1:3   | Stade Poitevin Poitiers | 15:25, 22:25, 25:17, 15:25        |
|            |                         |       |                         |                                   |
| 18.10.2003 | Łucz Moskwa             | 3:0   | Belediye Plevne         | 25:19, 25:21, 25:16               |
| 25.10.2003 | Belediye Plevne         | 3:2   | Łucz Moskwa             | 25:20, 19:25, 16:25, 25:18, 15:11 |
|            |                         |       |                         |                                   |
| 19.10.2003 | Anagennisi Dherynia     | 0:3   | Markochim Mariupol      | 15:25, 19:25, 10:25               |
| 25.10.2003 | Markochim Mariupol      | 3:0   | Anagennisi Dherynia     | 25:16, 25:18, 25:21               |

### Faza główna

#### Turniej 1
Wuppertal
Wyniki
| Data     | Drużyna 1                 | Wynik | Drużyna 2                 | Sety                              |
| -------- | ------------------------- | ----- | ------------------------- | --------------------------------- |
| 07.11.03 | Bayer Wuppertal           | 3:0   | Kométa Kaposvár           | 25:19, 25:14, 25:17               |
| 07.11.03 | Ass. Academica de Coimbra | 0:3   | Pecotex Belleman Averbode | 23:25, 21:25, 22:25               |
| 08.11.03 | Kométa Kaposvár           | 3:1   | Pecotex Belleman Averbode | 25:13, 25:22, 28:30, 25:22        |
| 08.11.03 | Bayer Wuppertal           | 3:0   | Ass. Academica de Coimbra | 25:23, 26:4, 25:22                |
| 09.11.03 | Ass. Academica de Coimbra | 3:2   | Kométa Kaposvár           | 22:25, 25:15, 19:25, 25:23, 15:13 |
| 09.11.03 | Pecotex Belleman Averbode | 0:3   | Bayer Wuppertal           | 24:26, 17:25, 15:25               |

Tabela
| Lp. | Drużyna                         | Pkt | Mecze | Mecze | Mecze | Sety | Sety | Sety  | Małe punkty | Małe punkty | Małe punkty |
| Lp. | Drużyna                         | Pkt | M     | W     | P     | wyg. | prz. | ratio | zdob.       | str.        | ratio       |
| --- | ------------------------------- | --- | ----- | ----- | ----- | ---- | ---- | ----- | ----------- | ----------- | ----------- |
| 1   | Bayer Wuppertal                 | 6   | 3     | 3     | 0     | 9    | 0    | MAX   | 227         | 175         | 1.297       |
| 2   | Kométa Kaposvár                 | 4   | 3     | 1     | 2     | 5    | 7    | 0.714 | 254         | 268         | 0.948       |
| 3   | Pecotex Belleman Averbode       | 4   | 3     | 1     | 2     | 4    | 6    | 0.667 | 218         | 245         | 0.890       |
| 4   | Associação Académica de Coimbra | 4   | 3     | 1     | 2     | 3    | 8    | 0.375 | 241         | 252         | 0.956       |

#### Turniej 2
Tourcoing
Wyniki
| Data     | Drużyna 1                 | Wynik | Drużyna 2                 | Sety                              |
| -------- | ------------------------- | ----- | ------------------------- | --------------------------------- |
| 07.11.03 | PAR-KY Menen              | 3:1   | Numancia Caja Duero Soria | 25:22, 26:24, 15:25, 29:27        |
| 07.11.03 | Andorra TX                | 3:2   | Tourcoing Lille Métropole | 20:25, 18:25, 25:22, 25:21, 17:15 |
| 08.11.03 | PAR-KY Menen              | 1:3   | Andorra TX                | 23:25, 18:25, 25:23, 19:25        |
| 08.11.03 | Tourcoing Lille Métropole | 3:1   | Numancia Caja Duero Soria | 25:19, 23:25, 25:22, 25:18        |
| 09.11.03 | Numancia Caja Duero Soria | 0:3   | Andorra TX                | 23:25, 13:25, 16:25               |
| 09.11.03 | Tourcoing Lille Métropole | 3:1   | PAR-KY Menen              | 25:19, 24:26, 25:21, 25:20        |

Tabela
| Lp. | Drużyna                   | Pkt | Mecze | Mecze | Mecze | Sety | Sety | Sety  | Małe punkty | Małe punkty | Małe punkty |
| Lp. | Drużyna                   | Pkt | M     | W     | P     | wyg. | prz. | ratio | zdob.       | str.        | ratio       |
| --- | ------------------------- | --- | ----- | ----- | ----- | ---- | ---- | ----- | ----------- | ----------- | ----------- |
| 1   | Andorra TX                | 6   | 3     | 3     | 0     | 9    | 3    | 3.000 | 278         | 245         | 1.135       |
| 2   | Tourcoing Lille Métropole | 5   | 3     | 2     | 1     | 8    | 5    | 1.600 | 305         | 275         | 1.109       |
| 3   | Par-Ky Menen              | 4   | 3     | 1     | 2     | 5    | 7    | 0.714 | 266         | 295         | 0.902       |
| 4   | Numancia Caja Duero Soria | 3   | 3     | 0     | 3     | 2    | 9    | 0.222 | 234         | 268         | 0.873       |

#### Turniej 3
Amriswil
Wyniki
| Data     | Drużyna 1                  | Wynik | Drużyna 2                  | Sety                              |
| -------- | -------------------------- | ----- | -------------------------- | --------------------------------- |
| 07.11.03 | Arona Teneriffa Sur        | 0:3   | ORTEC Rotterdam.Nesselande | 19:25, 19:25, 22:25               |
| 07.11.03 | TV Amriswil                | 3:1   | Aalborg HIK                | 22:25, 25:21, 25:14, 25:19        |
| 08.11.03 | Aalborg HIK                | 1:3   | ORTEC Rotterdam.Nesselande | 17:25, 25:22, 13:25, 13:25        |
| 08.11.03 | TV Amriswil                | 0:3   | Arona Teneriffa Sur        | 15:25, 20:25, 18:25               |
| 09.11.03 | Aalborg HIK                | 1:3   | Arona Teneriffa Sur        | 25:23, 17:25, 20:25, 23:25        |
| 09.11.03 | ORTEC Rotterdam.Nesselande | 3:2   | TV Amriswil                | 26:28, 34:36, 25:22, 25:19, 15:11 |

Tabela
| Lp. | Drużyna                    | Pkt | Mecze | Mecze | Mecze | Sety | Sety | Sety  | Małe punkty | Małe punkty | Małe punkty |
| Lp. | Drużyna                    | Pkt | M     | W     | P     | wyg. | prz. | ratio | zdob.       | str.        | ratio       |
| --- | -------------------------- | --- | ----- | ----- | ----- | ---- | ---- | ----- | ----------- | ----------- | ----------- |
| 1   | ORTEC Rotterdam.Nesselande | 6   | 3     | 3     | 0     | 9    | 3    | 3.000 | 297         | 244         | 1.217       |
| 2   | Arona Tenerife Sur         | 5   | 3     | 2     | 1     | 6    | 4    | 1.500 | 233         | 213         | 1.094       |
| 3   | TV Amriswil                | 4   | 3     | 1     | 2     | 5    | 7    | 0.714 | 266         | 279         | 0.953       |
| 4   | Aalborg HIK                | 3   | 3     | 0     | 3     | 3    | 9    | 0.333 | 232         | 292         | 0.795       |

#### Turniej 4
Ferrara
Wyniki
| Data     | Drużyna 1                  | Wynik | Drużyna 2                  | Sety                              |
| -------- | -------------------------- | ----- | -------------------------- | --------------------------------- |
| 07.11.03 | Estense 4 Torri Ferrara    | 2:3   | Budućnost Podgorička banka | 23:25, 18:25, 25:18, 25:19, 13:15 |
| 07.11.03 | Pepe Jeans Lennik          | 3:0   | Petrom Ploeszti            | 25:21, 25:18, 25:17               |
| 08.11.03 | Budućnost Podgorička banka | 1:3   | Pepe Jeans Lennik          | 25:27, 14:25, 25:13, 22:25        |
| 08.11.03 | Petrom Ploeszti            | 1:3   | Estense 4 Torri Ferrara    | 21:25, 29:27, 18:25, 26:28        |
| 09.11.03 | Budućnost Podgorička banka | 3:0   | Petrom Ploeszti            | 28:26, 25:10, 25:19               |
| 09.11.03 | Estense 4 Torri Ferrara    | 3:1   | Pepe Jeans Lennik          | 25:21, 24:26, 25:21, 25:21        |

Tabela
| Lp. | Drużyna                    | Pkt | Mecze | Mecze | Mecze | Sety | Sety | Sety  | Małe punkty | Małe punkty | Małe punkty |
| Lp. | Drużyna                    | Pkt | M     | W     | P     | wyg. | prz. | ratio | zdob.       | str.        | ratio       |
| --- | -------------------------- | --- | ----- | ----- | ----- | ---- | ---- | ----- | ----------- | ----------- | ----------- |
| 1   | VC Pepe Jeans Asse-Lennik  | 5   | 3     | 2     | 1     | 7    | 4    | 1.750 | 254         | 241         | 1.054       |
| 2   | Estense 4 Torri Ferrara    | 5   | 3     | 2     | 1     | 8    | 5    | 1.600 | 308         | 285         | 1.081       |
| 3   | Budućnost Podgorička banka | 5   | 3     | 2     | 1     | 7    | 5    | 1.400 | 266         | 249         | 1.068       |
| 4   | Petrom Ploeszti            | 3   | 3     | 0     | 3     | 1    | 9    | 0.111 | 205         | 258         | 0.795       |

#### Turniej 5
Przybram
Wyniki
| Data     | Drużyna 1            | Wynik | Drużyna 2            | Sety                             |
| -------- | -------------------- | ----- | -------------------- | -------------------------------- |
| 07.11.03 | Jastrzębie Borynia   | 3:2   | Nikaia Pireus        | 25:22, 27:29, 22:25, 25:15, 15:7 |
| 07.11.03 | Concordia MTV Näfels | 2:3   | Vavex Příbram        | 18:25, 25:14, 25:18, 20:25, 9:15 |
| 08.11.03 | Nikaia Pireus        | 1:3   | Concordia MTV Näfels | 19:25, 23:25, 25:22, 18:25       |
| 08.11.03 | Vavex Příbram        | 1:3   | Jastrzębie Borynia   | 25:18, 19:25, 22:25, 22:25       |
| 09.11.03 | Concordia MTV Näfels | 2:3   | Jastrzębie Borynia   | 21:25, 21:25, 25:23, 25:21, 9:15 |
| 09.11.03 | Vavex Příbram        | 3:0   | Nikaia Pireus        | 25:22, 25:14, 25:21              |

Tabela
| Lp. | Drużyna              | Pkt | Mecze | Mecze | Mecze | Sety | Sety | Sety  | Małe punkty | Małe punkty | Małe punkty |
| Lp. | Drużyna              | Pkt | M     | W     | P     | wyg. | prz. | ratio | zdob.       | str.        | ratio       |
| --- | -------------------- | --- | ----- | ----- | ----- | ---- | ---- | ----- | ----------- | ----------- | ----------- |
| 1   | Jastrzębie Borynia   | 6   | 3     | 3     | 0     | 9    | 5    | 1.800 | 316         | 287         | 1.101       |
| 2   | VO Vavex Příbram     | 5   | 3     | 2     | 1     | 7    | 5    | 1.400 | 260         | 247         | 1.053       |
| 3   | Concordia MTV Näfels | 4   | 3     | 1     | 2     | 7    | 7    | 1.000 | 295         | 291         | 1.014       |
| 4   | AE Nikaias Pireus    | 3   | 3     | 0     | 3     | 3    | 9    | 0.333 | 240         | 286         | 0.839       |

#### Turniej 6
Slovenska Bistrica
Wyniki
| Data     | Drużyna 1               | Wynik | Drużyna 2               | Sety                       |
| -------- | ----------------------- | ----- | ----------------------- | -------------------------- |
| 07.11.03 | Stade Poitevin Poitiers | 3:0   | Esmoriz GC              | 25:20, 25:18, 25:21        |
| 07.11.03 | OK Svit                 | 3:1   | Pafiakos Pafos          | 20:25, 26:24, 25:23, 25:15 |
| 08.11.03 | Pafiakos Pafos          | 0:3   | Stade Poitevin Poitiers | 19:25, 19:25, 20:25        |
| 08.11.03 | Esmoriz GC              | 3:1   | OK Svit                 | 25:23, 23:25, 25:23, 25:18 |
| 09.11.03 | Esmoriz GC              | 3:0   | Pafiakos Pafos          | 25:13, 25:18, 25:14        |
| 09.11.03 | OK Svit                 | 0:3   | Stade Poitevin Poitiers | 30:32, 20:25, 20:25        |

Tabela
| Lp. | Drużyna                 | Pkt | Mecze | Mecze | Mecze | Sety | Sety | Sety  | Małe punkty | Małe punkty | Małe punkty |
| Lp. | Drużyna                 | Pkt | M     | W     | P     | wyg. | prz. | ratio | zdob.       | str.        | ratio       |
| --- | ----------------------- | --- | ----- | ----- | ----- | ---- | ---- | ----- | ----------- | ----------- | ----------- |
| 1   | Stade Poitevin Poitiers | 6   | 3     | 3     | 0     | 9    | 0    | MAX   | 232         | 187         | 1.241       |
| 2   | Esmoriz GC              | 5   | 3     | 2     | 1     | 6    | 4    | 1.500 | 232         | 209         | 1.110       |
| 3   | OK Svit                 | 4   | 3     | 1     | 2     | 4    | 7    | 0.571 | 255         | 267         | 0.955       |
| 4   | Pafiakos Pafos          | 3   | 3     | 0     | 3     | 1    | 9    | 0.111 | 190         | 246         | 0.772       |

#### Turniej 7
Bratysława
Wyniki
| Data     | Drużyna 1           | Wynik | Drużyna 2           | Sety                              |
| -------- | ------------------- | ----- | ------------------- | --------------------------------- |
| 07.11.03 | Łucz Moskwa         | 3:0   | Sylvester Tallinn   | 25:21, 25:19, 25:20               |
| 07.11.03 | Panathinaikos Ateny | 3:0   | VKP Bratysława      | 25:18, 25:23, 25:21               |
| 08.11.03 | Łucz Moskwa         | 1:3   | Panathinaikos Ateny | 24:26, 26:24, 25:27, 20:25        |
| 08.11.03 | VKP Bratysława      | 1:3   | Sylvester Tallinn   | 22:25, 15:25, 25:15, 21:25        |
| 09.11.03 | Sylvester Tallinn   | 2:3   | Panathinaikos Ateny | 25:19, 16:25, 25:19, 23:25, 13:15 |
| 09.11.03 | VKP Bratysława      | 1:3   | Łucz Moskwa         | 25:21, 17:25, 19:25, 20:25        |

Tabela
| Lp. | Drużyna             | Pkt | Mecze | Mecze | Mecze | Sety | Sety | Sety  | Małe punkty | Małe punkty | Małe punkty |
| Lp. | Drużyna             | Pkt | M     | W     | P     | wyg. | prz. | ratio | zdob.       | str.        | ratio       |
| --- | ------------------- | --- | ----- | ----- | ----- | ---- | ---- | ----- | ----------- | ----------- | ----------- |
| 1   | Panathinaikos Ateny | 6   | 3     | 3     | 0     | 9    | 3    | 3.000 | 280         | 259         | 1.081       |
| 2   | Łucz Moskwa         | 5   | 3     | 2     | 1     | 7    | 4    | 1.750 | 266         | 243         | 1.095       |
| 3   | Sylvester Tallinn   | 4   | 3     | 1     | 2     | 5    | 7    | 0.714 | 252         | 261         | 0.966       |
| 4   | VKP Bratysława      | 3   | 3     | 0     | 3     | 2    | 9    | 0.222 | 226         | 261         | 0.866       |

#### Turniej 8
Bełchatów
Wyniki
| Data     | Drużyna 1           | Wynik | Drużyna 2           | Sety                       |
| -------- | ------------------- | ----- | ------------------- | -------------------------- |
| 07.11.03 | Chance Odolena Voda | 3:1   | BK Tromsø           | 24:26, 25:19, 25:18, 25:21 |
| 07.11.03 | Skra Bełchatów      | 3:0   | Vingåkers VK        | 25:10, 25:21, 25:15        |
| 08.11.03 | Vingåkers VK        | 1:3   | Chance Odolena Voda | 17:25, 25:23, 15:25, 19:25 |
| 08.11.03 | BK Tromsø           | 0:3   | Skra Bełchatów      | 10:25, 19:25, 17:25        |
| 09.11.03 | BK Tromsø           | 3:1   | Vingåkers VK        | 25:21, 21:25, 25:17, 25:17 |
| 09.11.03 | Skra Bełchatów      | 3:1   | Chance Odolena Voda | 25:22, 23:25, 25:23, 26:24 |

Tabela
| Lp. | Drużyna             | Pkt | Mecze | Mecze | Mecze | Sety | Sety | Sety  | Małe punkty | Małe punkty | Małe punkty |
| Lp. | Drużyna             | Pkt | M     | W     | P     | wyg. | prz. | ratio | zdob.       | str.        | ratio       |
| --- | ------------------- | --- | ----- | ----- | ----- | ---- | ---- | ----- | ----------- | ----------- | ----------- |
| 1   | Skra Bełchatów      | 6   | 3     | 3     | 0     | 9    | 1    | 9.000 | 249         | 186         | 1.339       |
| 2   | Chance Odolena Voda | 5   | 3     | 2     | 1     | 7    | 5    | 1.400 | 291         | 259         | 1.124       |
| 3   | BK Tromsø           | 4   | 3     | 1     | 2     | 4    | 7    | 0.571 | 226         | 254         | 0.890       |
| 4   | Vingåkers VK        | 3   | 3     | 0     | 3     | 2    | 9    | 0.222 | 202         | 269         | 0.751       |

#### Turniej 9
Piatra Neamț
Wyniki
| Data     | Drużyna 1                    | Wynik | Drużyna 2                    | Sety                              |
| -------- | ---------------------------- | ----- | ---------------------------- | --------------------------------- |
| 07.11.03 | Dinamo Moskwa                | 3:0   | Jurydyczna akademіja Charków | 25:13, 25:14, 25:22               |
| 07.11.03 | LPS Piatra Neamț             | 2:3   | Perungan Pojat Rovaniemi     | 23:25, 30:32, 25:21, 25:21, 11:15 |
| 08.11.03 | Perungan Pojat Rovaniemi     | 2:3   | Jurydyczna akademіja Charków | 17:25, 25:22, 23:25, 25:19, 8:15  |
| 08.11.03 | LPS Piatra Neamț             | 0:3   | Dinamo Moskwa                | 22:25, 14:25, 9:25                |
| 09.11.03 | Dinamo Moskwa                | 3:0   | Perungan Pojat Rovaniemi     | 25:20, 25:16, 25:12               |
| 09.11.03 | Jurydyczna akademіja Charków | 3:2   | LPS Piatra Neamț             | 19:25, 25:18, 20:25, 25:23, 15:7  |

Tabela
| Lp. | Drużyna                      | Pkt | Mecze | Mecze | Mecze | Sety | Sety | Sety  | Małe punkty | Małe punkty | Małe punkty |
| Lp. | Drużyna                      | Pkt | M     | W     | P     | wyg. | prz. | ratio | zdob.       | str.        | ratio       |
| --- | ---------------------------- | --- | ----- | ----- | ----- | ---- | ---- | ----- | ----------- | ----------- | ----------- |
| 1   | Dinamo Moskwa                | 6   | 3     | 3     | 0     | 9    | 0    | MAX   | 225         | 142         | 1.585       |
| 2   | Jurydyczna akademіja Charków | 5   | 3     | 2     | 1     | 6    | 7    | 0.857 | 259         | 271         | 0.956       |
| 3   | Perungan Pojat Rovaniemi     | 4   | 3     | 1     | 2     | 5    | 8    | 0.625 | 260         | 295         | 0.881       |
| 4   | VCM LPS Piatra Neamț         | 3   | 3     | 0     | 3     | 4    | 9    | 0.444 | 257         | 293         | 0.877       |

#### Turniej 10
Nowy Sad
Wyniki
| Data     | Drużyna 1                  | Wynik | Drużyna 2                  | Sety                       |
| -------- | -------------------------- | ----- | -------------------------- | -------------------------- |
| 07.11.03 | Ziraat Bankası Ankara      | 3:0   | Poliurs Ozolnieki          | 25:23, 26:24, 25:21        |
| 07.11.03 | Vojvodina Novolin Nowy Sad | 3:0   | Quadriga Salzburg          | 25:17, 25:8, 25:18         |
| 08.11.03 | Quadriga Salzburg          | 1:3   | Poliurs Ozolnieki          | 19:25, 27:25, 19:25, 21:25 |
| 08.11.03 | Vojvodina Novolin Nowy Sad | 3:0   | Ziraat Bankası Ankara      | 29:27, 25:18, 25:22        |
| 09.11.03 | Ziraat Bankası Ankara      | 3:0   | Quadriga Salzburg          | 25:13, 25:14, 25:18        |
| 09.11.03 | Poliurs Ozolnieki          | 1:3   | Vojvodina Novolin Nowy Sad | 17:25, 25:23, 20:25, 20:25 |

Tabela
| Lp. | Drużyna                    | Pkt | Mecze | Mecze | Mecze | Sety | Sety | Sety  | Małe punkty | Małe punkty | Małe punkty |
| Lp. | Drużyna                    | Pkt | M     | W     | P     | wyg. | prz. | ratio | zdob.       | str.        | ratio       |
| --- | -------------------------- | --- | ----- | ----- | ----- | ---- | ---- | ----- | ----------- | ----------- | ----------- |
| 1   | Vojvodina Novolin Nowy Sad | 6   | 3     | 3     | 0     | 9    | 1    | 9.000 | 252         | 192         | 1.313       |
| 2   | Ziraat Bankası Ankara      | 5   | 3     | 2     | 1     | 6    | 3    | 2.000 | 218         | 192         | 1.135       |
| 3   | Poliurs Ozolnieki          | 4   | 3     | 1     | 2     | 4    | 7    | 0.571 | 250         | 260         | 0.962       |
| 4   | Quadriga Salzburg          | 3   | 3     | 0     | 3     | 1    | 9    | 0.111 | 174         | 250         | 0.696       |

#### Turniej 11
Saloniki
Wyniki
| Data     | Drużyna 1            | Wynik | Drużyna 2            | Sety                              |
| -------- | -------------------- | ----- | -------------------- | --------------------------------- |
| 07.11.03 | HAOK Mladost Zagrzeb | 0:3   | OK Maribor           | 22:25, 22:25, 21:25               |
| 07.11.03 | PAOK Saloniki        | 3:0   | Dinamo Bukareszt     | 25:19, 25:22, 26:24               |
| 08.11.03 | Dinamo Bukareszt     | 0:3   | HAOK Mladost Zagrzeb | 17:25, 19:25, 21:25               |
| 08.11.03 | OK Maribor           | 0:3   | PAOK Saloniki        | 19:25, 17:25, 24:26               |
| 09.11.03 | PAOK Saloniki        | 3:2   | HAOK Mladost Zagrzeb | 27:25, 23:25, 19:25, 25:23, 15:10 |
| 09.11.03 | Dinamo Bukareszt     | 3:1   | OK Maribor           | 25:23, 25:22, 22:25, 25:14        |

Tabela
| Lp. | Drużyna              | Pkt | Mecze | Mecze | Mecze | Sety | Sety | Sety  | Małe punkty | Małe punkty | Małe punkty |
| Lp. | Drużyna              | Pkt | M     | W     | P     | wyg. | prz. | ratio | zdob.       | str.        | ratio       |
| --- | -------------------- | --- | ----- | ----- | ----- | ---- | ---- | ----- | ----------- | ----------- | ----------- |
| 1   | PAOK Saloniki        | 6   | 3     | 3     | 0     | 9    | 2    | 4.500 | 261         | 233         | 1.120       |
| 2   | HAOK Mladost Zagrzeb | 4   | 3     | 1     | 2     | 5    | 6    | 0.833 | 248         | 241         | 1.029       |
| 3   | OK Maribor           | 4   | 3     | 1     | 2     | 4    | 6    | 0.667 | 219         | 238         | 0.920       |
| 4   | Dinamo Bukareszt     | 4   | 3     | 1     | 2     | 3    | 7    | 0.429 | 219         | 235         | 0.932       |

#### Turniej 12
Durrës
Wyniki
| Data     | Drużyna 1                  | Wynik | Drużyna 2                  | Sety                |
| -------- | -------------------------- | ----- | -------------------------- | ------------------- |
| 07.11.03 | OK Varaždin                | 0:3   | Marek Union-Ivkoni Dupniza | 16:25, 14:25, 21:25 |
| 07.11.03 | Teuta Durrës               | 0:3   | Markochim Mariupol         | 5:25, 12:25, 8:25   |
| 08.11.03 | Markochim Mariupol         | 0:3   | Marek Union-Ivkoni Dupniza | 17:25, 23:25, 17:25 |
| 08.11.03 | Teuta Durrës               | 0:3   | OK Varaždin                | 18:25, 23:25, 12:25 |
| 09.11.03 | OK Varaždin                | 0:3   | Markochim Mariupol         | 22:25, 16:25, 20:25 |
| 09.11.03 | Marek Union-Ivkoni Dupniza | 3:0   | Teuta Durrës               | 25:11, 25:19, 25:10 |

Tabela
| Lp. | Drużyna                     | Pkt | Mecze | Mecze | Mecze | Sety | Sety | Sety  | Małe punkty | Małe punkty | Małe punkty |
| Lp. | Drużyna                     | Pkt | M     | W     | P     | wyg. | prz. | ratio | zdob.       | str.        | ratio       |
| --- | --------------------------- | --- | ----- | ----- | ----- | ---- | ---- | ----- | ----------- | ----------- | ----------- |
| 1   | Marek Junion-Iwkoni Dupnica | 6   | 3     | 3     | 0     | 9    | 0    | MAX   | 225         | 148         | 1.520       |
| 2   | Markochim Mariupol          | 5   | 3     | 2     | 1     | 6    | 3    | 2.000 | 207         | 158         | 1.310       |
| 3   | OK Varaždin                 | 4   | 3     | 1     | 2     | 3    | 6    | 0.500 | 184         | 203         | 0.906       |
| 4   | Teuta Durrës                | 3   | 3     | 0     | 3     | 0    | 9    | 0.000 | 118         | 225         | 0.524       |

### Faza finałowa

#### 1/8 finału
| Data       | Drużyna 1                       | Wynik | Drużyna 2                       | Sety                              |
| ---------- | ------------------------------- | ----- | ------------------------------- | --------------------------------- |
| 10.12.2003 | Lokomotiw-Izumrud Jekaterynburg | 3:0   | Skra Bełchatów                  | 25:19, 25:22, 25:19               |
| 17.12.2003 | Skra Bełchatów                  | 1:3   | Lokomotiw-Izumrud Jekaterynburg | 23:25, 16:25, 30:28, 9:25         |
|            |                                 |       |                                 |                                   |
| 10.12.2003 | Jastrzębie Borynia              | 0:3   | Vojvodina Novolin Nowy Sad      | 16:25, 23:25, 21:25               |
| 17.12.2003 | Vojvodina Novolin Nowy Sad      | 3:0   | Jastrzębie Borynia              | 25:15, 25:23, 25:16               |
|            |                                 |       |                                 |                                   |
| 11.12.2003 | Dinamo Moskwa                   | 3:0   | Marek Junion-Iwkoni Dupnica     | 25:12, 25:10, 25:12               |
| 12.12.2003 | Dinamo Moskwa                   | 3:0   | Marek Junion-Iwkoni Dupnica     | 25:16, 25:15, 25:11               |
|            |                                 |       |                                 |                                   |
| 09.12.2003 | VC Pepe Jeans Asse-Lennik       | 1:3   | Coprasystel Ventaglio Piacenza  | 19:25, 16:25, 25:22, 17:25        |
| 17.12.2003 | Coprasystel Ventaglio Piacenza  | 3:0   | VC Pepe Jeans Asse-Lennik       | 25:19, 25:13, 25:16               |
|            |                                 |       |                                 |                                   |
| 09.12.2003 | Arago de Sète                   | 1:3   | Bayer Wuppertal                 | 22:25, 25:16, 21:25, 29:31        |
| 17.12.2003 | Bayer Wuppertal                 | 1:3   | Arago de Sète                   | 22:25, 28:30, 25:21, 21:25        |
|            |                                 |       |                                 |                                   |
| 09.12.2003 | Panathinaikos Ateny             | 3:0   | ORTEC Rotterdam.Nesselande      | 25:22, 25:22, 25:19               |
| 17.12.2003 | ORTEC Rotterdam.Nesselande      | 1:3   | Panathinaikos Ateny             | 16:25, 25:22, 22:25, 18:25        |
|            |                                 |       |                                 |                                   |
| 10.12.2003 | Stade Poitevin Poitiers         | 3:2   | PAOK Saloniki                   | 23:25, 25:17, 24:26, 25:19, 15:13 |
| 17.12.2003 | PAOK Saloniki                   | 3:2   | Stade Poitevin Poitiers         | 25:22, 17:25, 25:20, 22:25, 15:12 |
|            |                                 |       |                                 |                                   |
| 10.12.2003 | Andorra TX                      | 0:3   | Kerakoll Modena                 | 18:25, 23:25, 10:25               |
| 17.12.2003 | Kerakoll Modena                 | 3:0   | Andorra TX                      | 25:16, 25:19, 25:13               |

#### Ćwierćfinały
| Data       | Drużyna 1                       | Wynik | Drużyna 2                       | Sety                              |
| ---------- | ------------------------------- | ----- | ------------------------------- | --------------------------------- |
| 22.01.2004 | Lokomotiw-Izumrud Jekaterynburg | 3:0   | Vojvodina Novolin Nowy Sad      | 25:17, 26:24, 25:17               |
| 29.01.2004 | Vojvodina Novolin Nowy Sad      | 0:3   | Lokomotiw-Izumrud Jekaterynburg | 22:25, 23:25, 21:25               |
|            |                                 |       |                                 |                                   |
| 21.01.2004 | Dinamo Moskwa                   | 3:2   | Coprasystel Ventaglio Piacenza  | 20:25, 25:22, 25:21, 24:26, 15:12 |
| 28.01.2004 | Coprasystel Ventaglio Piacenza  | 3:2   | Dinamo Moskwa                   | 20:25, 25:23, 25:13, 23:25, 15:10 |
|            |                                 |       |                                 |                                   |
| 20.01.2004 | Arago de Sète                   | 2:3   | Panathinaikos Ateny             | 25:20, 25:23, 14:25, 20:25, 14:16 |
| 28.01.2004 | Panathinaikos Ateny             | 3:0   | Arago de Sète                   | 25:19, 25:20, 25:22               |
|            |                                 |       |                                 |                                   |
| 20.01.2004 | Stade Poitevin Poitiers         | 3:2   | Kerakoll Modena                 | 34:32, 26:28, 25:19, 20:25, 15:8  |
| 28.01.2004 | Kerakoll Modena                 | 3:0   | Stade Poitevin Poitiers         | 25:16, 25:17, 25:21               |

#### Turniej finałowy

##### Półfinały
| Data       | Drużyna 1                       | Wynik | Drużyna 2                      | Sety                |
| ---------- | ------------------------------- | ----- | ------------------------------ | ------------------- |
| 05.03.2004 | Lokomotiw-Izumrud Jekaterynburg | 0:3   | Coprasystel Ventaglio Piacenza | 19:25, 20:25, 25:27 |
| 05.03.2004 | Panathinaikos Ateny             | 0:3   | Kerakoll Modena                | 14:25, 19:25, 26:28 |

##### Mecz o 3. miejsce
| Data       | Drużyna 1                       | Wynik | Drużyna 2           | Sety                       |
| ---------- | ------------------------------- | ----- | ------------------- | -------------------------- |
| 06.03.2004 | Lokomotiw-Izumrud Jekaterynburg | 3:1   | Panathinaikos Ateny | 23:25, 25:23, 25:17, 25:19 |

##### Finał
| Data       | Drużyna 1                      | Wynik | Drużyna 2       | Sety                              |
| ---------- | ------------------------------ | ----- | --------------- | --------------------------------- |
| 06.03.2004 | Coprasystel Ventaglio Piacenza | 2:3   | Kerakoll Modena | 26:28, 23:25, 26:24, 25:22, 15:17 |

## Klasyfikacja końcowa
| Miejsce | Drużyna                         |
| ------- | ------------------------------- |
| złoto   | Kerakoll Modena                 |
| srebro  | Coprasystel Ventaglio Piacenza  |
| brąz    | Lokomotiw-Izumrud Jekaterynburg |
| 4.      | Panathinaikos Ateny             |